# Heinz Fraenkel-Conrat
Heinz Ludwig Fraenkel-Conrat (29 de julio de 1910 - 10 de abril de 1999) fue un bioquímico famoso por sus investigaciones sobre los virus.

## Biografía
Fraenkel-Conrat nació en Breslau, antiguamente Alemania y hoy Polonia. Se graduó de universitario en 1933. Debido a la expansión del nazismo en Alemania se fue a Escocia en 1933 donde terminó su doctorado en bioquímica en la Universidad de Edimburgo en 1936 con un trabajo sobre los alcaloides del cornezuelo del centeno y la tiamina. Después de completar su doctorado emigró a los Estados Unidos, donde consiguió la nacionalidad en 1941. Trabajó en varios institutos antes de ingresar en la Universidad de California, Berkeley en 1952 donde permaneció hasta su muerte.
Sus investigaciones más notables fueron sobre el virus del mosaico del tabaco. Descubrió que el control genético de la reproducción viral estaba determinado por el ARN. En 1955, junto con su segunda esposa Beatrice Brandon Singer, el biofísico Robley Williams y otros colaboradores demostraron que un virus funcional podría crearse a partir de ARN purificado recubrimiento proteico. En 1960, junto con sus colegas, anunció la secuenciación completa de los 158 aminoácidos de la proteína del mosaico del tabaco, que entonces era la más larga que se conocía. Su área de trabajo fue la virología. Demostró que bajo ciertas condiciones se podían separar los componentes de un virus.
Recibió el Premio Lasker en investigación médica básica, fue fellow de la Fundación Guggenheim y premio Humboldt Senior US, entre otros. También fue miembro de la National Academy of Sciences.
Murió por fallo pulmonar el 10 de abril de 1999 en el Kaiser Hospital de Oakland, a la edad de ochenta y ocho años.